# El poderoso influjo de la luna
El poderoso influjo de la luna és una pel·lícula espanyola del gènere comèdia dirigida el 1981 per Antonio del Real en el que va ser el seu primer llargmetratge, i protagonitzada per Alfredo Landa, Mabel Escaño i Adolfo Marsillach. Fou presentada al primer Festival de Cinema de Sevilla.

## Sinopsi
Durant un dia de lluna plena un psiquiatre es dedica a observar les reaccions dels seus veïns. Els esdeveniments se succeeixen d'una forma vertiginosa, observats també pel porter, que és el catalitzador de totes les situacions: una equivocació a l'hora de triar els lavabos provoca un suposat suïcidi amb la participació de tota la barriada, i a Paco, la fugida de la seva filla li dona motiu per a organitzar una batussa. Morán, el taverner, és portat a la comissaria a causa del suposat suïcidi i és obligat a tancar el bar.

## Premis
37a edició de les Medalles del Cercle d'Escriptors Cinematogràfics
| Categoria              | Pel·lícula       | Resultat  |
| ---------------------- | ---------------- | --------- |
| Millor actor secundari | Agustín González | Guanyador |